# Oro-fazio-digitales Syndrom Typ 7
Das Oro-fazio-digitales Syndrom Typ 7 oder (OFD VII; Whelan-Syndrom) ist eine sehr seltene angeborene Erkrankung und gehört zu den Oro-fazio-digitalen Syndromen.
Die Namensbezeichnung bezieht sich auf die Erstbeschreibung aus dem Jahre 1975 durch die Ärzte D. T. Whelan und Mitarbeiter.
Die Erkrankung wird (von einigen Autoren) als identisch mit dem Oro-fazio-digitalen Syndrom Typ 1 angesehen, in den bisherigen Klassifikationen jedoch weiterhin separat geführt.
Die Datenbank Orphanet hat diesen Typ 7 mittlerweile in Oro-fazio-digitales Syndrom Typ 1 integriert, während die Bezeichnung in der Datenbank OMIM noch als solche aufgeführt ist.